# Mouriri dumetosa
Mouriri dumetosa är en tvåhjärtbladig växtart som beskrevs av Célestin Alfred Cogniaux. Mouriri dumetosa ingår i släktet Mouriri och familjen Melastomataceae.
Artens utbredningsområde är Franska Guyana. Inga underarter finns listade i Catalogue of Life.